# Banpo

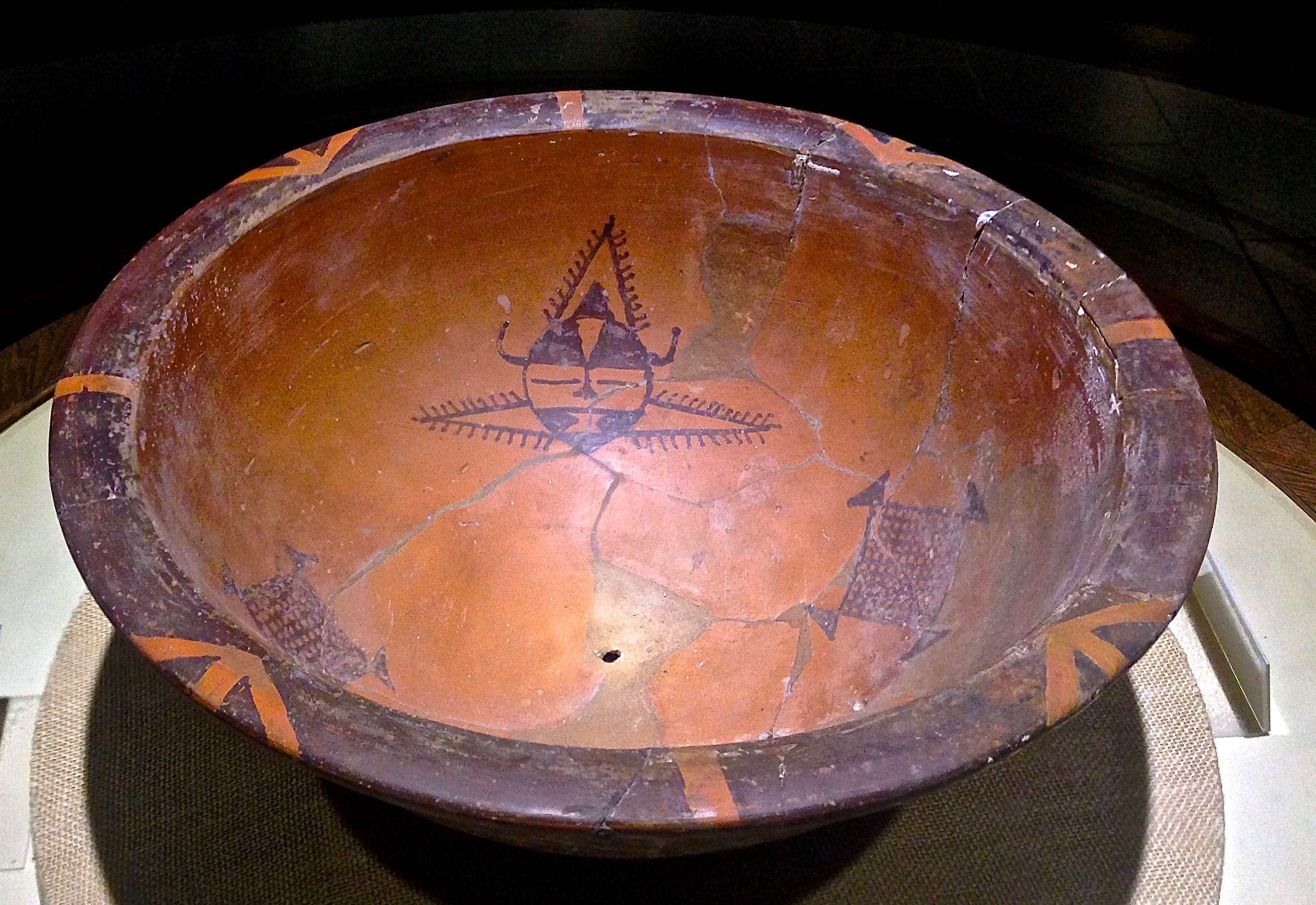
Keramik från Banpo visande Människan med fiskkropp.

Banpo (半坡) är en arkeologisk utgrävningsplats utanför Xi'an i Shaanxi i Kina. Banpo är en boplats tillhörande Yangshaokulturen från neolitikum och är daterad 4800 till 4300 f.Kr..
Vid boplatsen, som upptäcktes 1953 vid Chanfloden i östra Xi'an, har många artefakter grävts ut såsom keramikskålar, verktyg och jaktredskap. Flera husgrunder, gravar och en större keramikugn har även hittats.
Flera keramikartefakter som hittats vid Banpo har utmärkande bilder föreställande varianter av en människa med fiskkropp. Arkeologerna har inget säkert svar på vad dessa bilder betyder, och mysteriet har fått namnet "Mysteriet om människan med fiskkropp" (人面鱼纹之谜). Arkeologerna har flera förslag på vad figurerna symboliserar, exempelvis:
- En gudasymbol. Kanske representerar kulturens förfäder eller en oberoende gud.
- En spåmans mask
- En bild på en utomjording
- En symbol för kraft

Utgrävningen har sedan 1958 visats för allmänheten på Xi'an Banpo Museum (西安半坡博物馆) i anslutning till utgrävningsplatsen.